# Амбулаторное мониторирование пульсовых волн
Амбулато́рное (су́точное) монитори́рование пу́льсовых волн — это метод записи и последующей оценки таких показателей, как скорость распространения пульсовой волны (СРПВ), центральное артериальное давление (ЦАД) и других индексов, полученных с помощью анализа или другой обработки пульсовых волн, записанных в амбулаторных условиях во время повседневной деятельности пациента. Потребность в этом методе создаётся отчасти искусственно. Так, изменения СРПВ в аорте определяются только двумя параметрами: а) физическими свойствами содержащихся в медии этой артерии эластина и коллагена, соотношение которых в течение суток измениться не может (продолжительность изменений — годы или десятилетия); б) артериальным давлением. Суточные колебания СРПВ, зависящие только от артериального давления, таким образом, не несут никакой дополнительной диагностической ценности по сравнению с однократным измерением СРПВ, при использовании методик, изначально измеряющих артериальное давление, например, осциллометрическим способом. Интерес могут представлять безманжеточные методики, с обратным принципом, то есть регистрирующие СРПВ с целью вычисления артериального давления. Аналогично, недавно было показано, что и суточное измерение ЦАД не несёт дополнительной диагностической ценности по сравнению с потенциальной ценностью однократного измерения.

## Заявляемые преимущества метода
До недавнего времени исследование таких параметров гемодинамики, как давление крови в аорте, было ограничено процедурами, связанными со введением внутрисосудистых катетеров в крупные артерии. Только аппланационная тонометрия обеспечивала возможность измерять артериальную жёсткость и параметры центральной гемодинамики без чрескожного вмешательства, и тем самым расширяла ограниченные возможности диагностической катетеризации. Так, каротидно-феморальная СРПВ, получаемая этим неинвазивным методом имеет наибольшее количество эпидемиологических данных о связанном с её повышением сердечно-сосудистом риске, но требует относительно высокого уровня технических знаний, навыков и специально оборудованной лаборатории.
В настоящее время рядом производителей предложены автоматические методы оценки сосудистых биомаркеров в амбулаторных условиях в течение суток. Как заявляют производители в своих рекламных материалах, техники измерений:
- просты в использовании;
- их точность не зависит от оператора;
- позволяют проводить повторяющиеся записи в различных ситуациях, в частности, во время дневной активности и во время ночного сна c оценкой циркадного ритма;
- делают возможным исследовать влияние антигипертензивной терапии на сосудистую функцию и её стабильность в динамических условиях, особенно при терапии препаратами с прямым сосудорасширяющим эффектом.

Наиболее спорным является последнее утверждение, поскольку, как показано выше, 24-часовые значения по сути не являются биомаркерами согласно их общепризнанному определению, следовательно не используются в испытаниях лекарств в качестве «отправной точки» стратегии их применения, и данное утверждение не более, чем маркетинговая выдумка.  

## Техники обработки сигналов

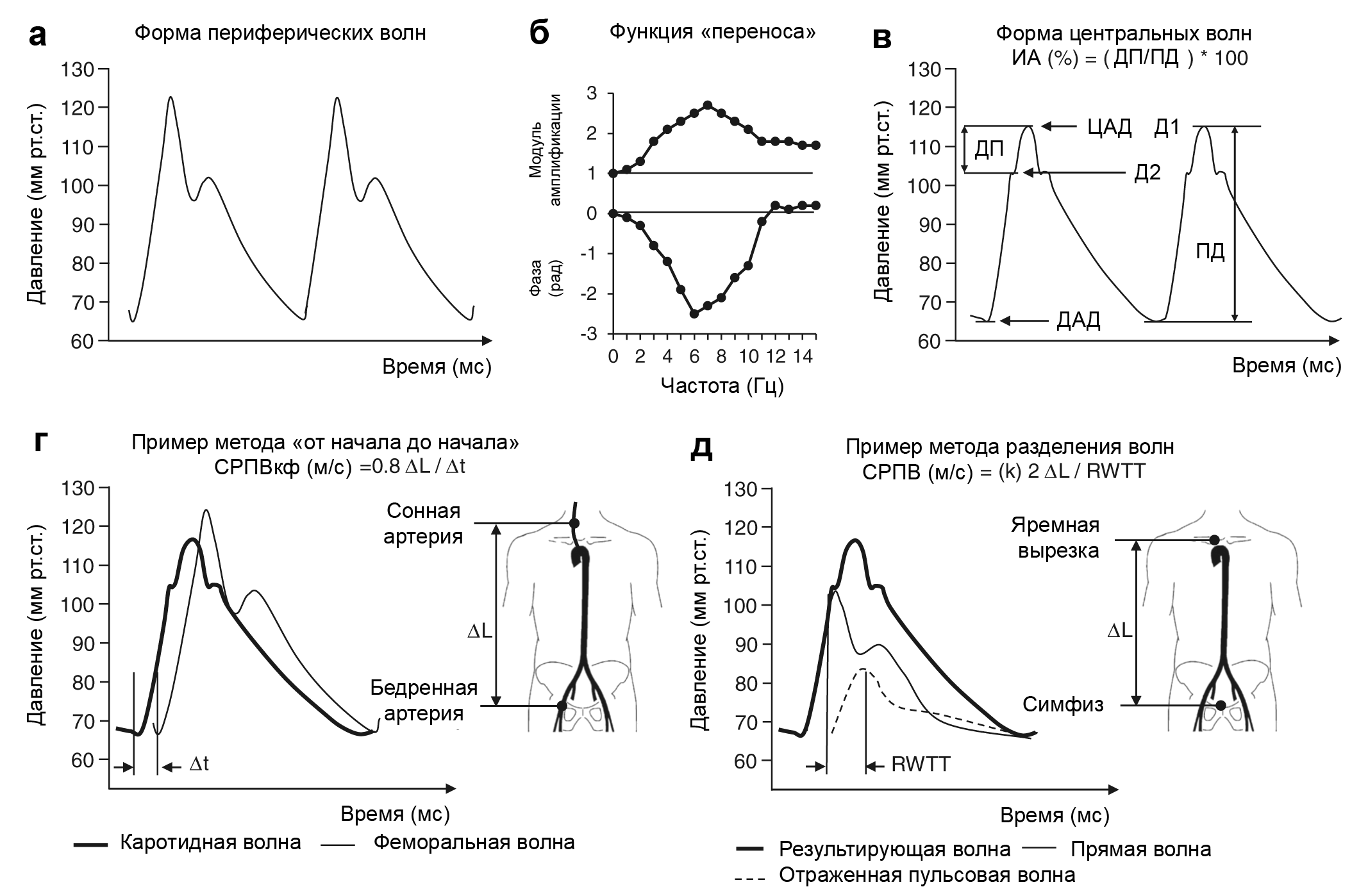
Концепции анализа пульсовых волн, продвигаемые производителями. а) Сигнал периферической пульсовой волны (например, из плечевой артерии) записан; б) Этот сигнал анализируется с помощью «запатентованного» математического алгоритма; в) После этого реконструируется сигнал центральной пульсовой волны; г) СРПВ может быть вычислена в соответствии с методом «от начала до начала», например, для каротидно-феморальной СРПВ путём умножения сонно-бедренного расстояния (ΔL) на 0,8 и делением результата на интервал времени (Δt) между сигналами волн на сонной и бедренных артериях; д) в качестве альтернативы, для амбулаторной оценки, рядом предприимчивых производителей предлагается получение СРПВ путём умножения «длины аорты» (ΔL, расстояние jugulum-symphisis или поверхностное морфологическое расстояние, соответствующее проекции аорты на поверхности тела) на 2 и константу (k) и делением результата на время прохода отражённой волны (RWTT, интервал времени между прямой и отражённой волнами).

Каротидно-феморальная СРПВ представляет собой скорость, с которой пульсовая волна проходит через аорту и крупные артерии за один сердечный цикл. При аппланационной тонометрии пульсовые волны получают, накладывая датчик на кожу над сонной и бедренной артериями, после чего измеряется временна́я задержка между началами записанных пульсовых волн (метод «foot-to-foot», то есть от «начала до начала») и расстояние между точками измерения. СРПВ высчитывается как соотношение между этими задержкой и расстоянием. Оценка ЦАД может осуществляться с помощью записи пульсовой волны сонной или периферической артерии (лучевой, плечевой или бедренной). Если пульсовая волна измерялась на уровне сонной артерии, никакой математической обработки не требуется, кроме калибровки, так как артерия считается центральной. Если волна записана в периферической артерии, кривая аортальной волны высчитывается либо с помощью специальной передаточной функции, либо собственного («патентованного») алгоритма, либо математического моделирования.
Для амбулаторного оценки рядом предприимчивых производителей предлагается получение СРПВ путём умножения «длины аорты» (ΔL, расстояние «jugulum-symphisis» или поверхностное морфологическое расстояние, соответствующее проекции аорты на поверхности тела) на 2 и константу (k) и делением результата на время прохода отражённой волны (RWTT, интервал времени между прямой и отражённой волнами). Однако, хотя это не афишируется, данный метод является весьма сомнительным .

## Устройства для 24-часового анализа пульсовых волн
Доступно несколько приборов и технологий для одновременного мониторирования АД, ЦАД и СРПВ в амбулаторных условиях. Исследования точности показателей, полученных при помощи этих устройств противоречивы, независимых исследований точности немного. 

### Mobil-O-Graph
Этот, основанный на осциллометрии, прибор позволяет получать данные о пульсовых волнах с помощью стандартной плечевой манжеты. Как сфигмоманометр, в 2000 году он имел класс точности по BHS B/A, но более поздние модели повысили свой класс до A/A. Запись пульсовых волн производится во время дополнительной накачки манжеты после цикла измерения АД в течение 10 секунд. Очертания пульсовой волны в аорте, ЦАД и ИА вычисляются с помощью общей передаточной функции алгоритма ARCSolver, а для оценки СРПВ в аорте используется патентованная математическая модель, комбинирующая данные о возрасте, ЦАД и характеристическом импедансе аорты. Имеются исследования точности показателей, получаемых при анализе пульсовых волн. Тем не менее, независимое сравнение нескольких устройств показало неприемлемость применения в практике Mobil-O-Graph . Производитель: I.E.M. GmbH. 

### BPLab
Производитель заявляет, что как сфигмоманометр, BPLab имеет высокий класс точности А/A по BHS согласно нескольким исследованиям. Однако, часть исследований отозвана .
Пульсовые волны получают из осциллограмм во время ступенчатого стравливания манжеты на плече. Сигналы обрабатываются с помощью математического алгоритма Vasotens. Алгоритм для оценки СРПВ также «запатентован» и относится к сомнительным методам разделения волн и времени, где разница во времени между прямой и отражённой волной соотносится с расстоянием, измеренной в соответствии с инструкциями производителя. В литературе есть исследования точности показателей анализа пульсовой волны этим прибором. Тем не менее, не исключено, что данные исследования сфабрикованы . Независимые исследования также свидетельствуют о неприменимости обеих представленных для исследования версий оборудования .
Производитель: OOO «Пётр Телегин».

### Arteriograph 24
Прибору Arteriograph 24 записывает сигнал пульсовых волн с плечевой артерии при дополнительной накачке до супрасистолического давления на 2 минуты, с окклюзией артерии. Разница во времени между первым и вторым пиком (отражёнными волнами) сопоставляется с измеряемым расстоянием от надгрудинной впадины до симфиза, что в итоге позволяет вычислить СРПВ. Расчёт систолического ЦАД основывается на взаимосвязи между измеренным инвазивно САД в аорте и в плечевой артерии на основе амплитуды поздней систолической волны.. Есть исследования точности показателей. Производитель: Tensiomed Ltd.

### Oscar 2
Класс точности BHS: A/A. Патентованная обработка сигнала и функция переноса, основанная на технике SphygmoCor, запрограммированная в устройстве и применённая к плечевым пульсовым волнам, позволяет оценивать аортальные волны давления. Валидационные исследования относятся либо к алгоритму Oscar 2 либо к Xcel, оба основаны на передаточной функции SphygmoCor. Производитель: Suntech Medical Inc.

### Другие устройства
К устройствам, позволяющим мониторировать показатели, вычисляемые из пульсовых волн, можно отнести BPro (HealthSTATS International), аппланационный тонометр, выполненный в виде наручных часов. Показатели этого устройства также исследованы на точность. С помощью математического фильтра с N-точечной скользящей средней прибор оценивает ЦАД. СРПВ не предусмотрено. Имеются проспективные исследования, оценивающие эффект лечения на суточные параметры гемодинамики, записанные этим методом.
Другим типом устройства является пальцевой фотоплетизмограф Somnotouch NIBP (Somnomedics GmbH), который совмещён с трёхканальной ЭКГ и соединён с контролирующим устройством в виде наручных часов. Однако, его основным назначением является измерение PTT (интервал между R-зубцом ЭКГ и прибытием соответствующей, определённой фотоплетизмографом, пульсовой волны), и вычислением на основе его систолического и диастолического артериального давления, подразумевая, что увеличение АД приводит к увеличению напряжения сосудистой стенки и её жёсткости, а увеличение СРПВ приводит к снижению PTT. Комбинация этой модели с единичными измерениями давления на уровне плечевой артерии, используемыми для калибровки, позволяют получать уровни АД, соответствующие изменению PTT, в режиме «от удара к удару».
Наконец, необходимо упомянуть прибор Diasys Integra II (Novacor), однако, исследования с применением данного прибора основаны на QKD (интервал от зубца Q ЭКГ до первого тона Короткова), суррогатном показателе артериальной жёсткости, для которого в настоящее время нет клинического обоснования или рекомендаций в руководствах.

## Прогностическое значение и применение в клинике
Возможная связь повышения измеренных в покое каротидно-феморальной СРПВ и ЦАД с сердечно-сосудистыми осложнениями, а также их прогностическое значение была описана в различных исследованиях. В рекомендациях Европейского общества кардиологов (ESC) и Европейского общества гипертензии (ESH), упоминается, что каротидно-феморальная СРПВ, составляющая более 10 м/с, может быть связана с бессимптомным поражением органов - мишеней, но уточняется, что исследование СРПВ не рекомендуется для рутинной практики (пункт 5.5.2.2), и нет дополнительного прогностического значения ЦАД по сравнению с обычным измерением АД (пункт 4.12). Документ о позиции Американской ассоциации кардиологов (АНА) также упоминает каротидно-феморальную СРПВ . Наконец, важно подчеркнуть, что Американской коллегией кардиологов категорически не рекомендуется для применения оценка СРПВ методами, использующими измерения в одной точке (например, манжеточными устройствами, основанными на осциллометрии).